# Tyler Dibling
Tyler-Jay Dibling (Exeter, 17 febbraio 2006) è un calciatore inglese, centrocampista del Southampton.

## Carriera

### Club
Dibling è cresciuto nel settore giovanile del Southampton ed ha firmato il suo primo contratto professionistico il 21 febbraio 2023. Ha debuttato in prima squadra l'8 agosto seguente nell'incontro di Coppa di Lega perso 3-1 contro il Gillingham ed ha segnato il suo primo gol la stagione seguente, il 21 settembre 2024 nel pareggio per 1-1 contro l'Ipswich Town.

### Nazionale
Ha giocato nelle nazionali giovanili inglesi Under-16, Under-17, Under-18, Under-19 ed Under-21.

## Statistiche

### Presenze e reti nei club
Statistiche aggiornate al 15 marzo 2025.
| Stagione        | Squadra         | Campionato      | Campionato | Campionato | Coppe nazionali | Coppe nazionali | Coppe nazionali | Coppe continentali | Coppe continentali | Coppe continentali | Altre coppe | Altre coppe | Altre coppe | Totale | Totale |
| Stagione        | Squadra         | Comp            | Pres       | Reti       | Comp            | Pres            | Reti            | Comp               | Pres               | Reti               | Comp        | Pres        | Reti        | Pres   | Reti   |
| --------------- | --------------- | --------------- | ---------- | ---------- | --------------- | --------------- | --------------- | ------------------ | ------------------ | ------------------ | ----------- | ----------- | ----------- | ------ | ------ |
| 2023-2024       | Southampton     | FLC             | 1          | 0          | FACup+CdL       | 3+1             | 0               | -                  | -                  | -                  | -           | -           | -           | 5      | 0      |
| 2024-2025       | Southampton     | PL              | 25         | 2          | FACup+CdL       | 2+3             | 2+0             | -                  | -                  | -                  | -           | -           | -           | 30     | 4      |
| Totale carriera | Totale carriera | Totale carriera | 26         | 2          |                 | 9               | 2               |                    | -                  | -                  |             | -           | -           | 45     | 4      |